# Phlyctochytrium irregulare
Phlyctochytrium irregulare är en svampart som beskrevs av W.J. Koch 1957. Phlyctochytrium irregulare ingår i släktet Phlyctochytrium och familjen Chytridiaceae.   Inga underarter finns listade i Catalogue of Life.